# Palácio do Louvre

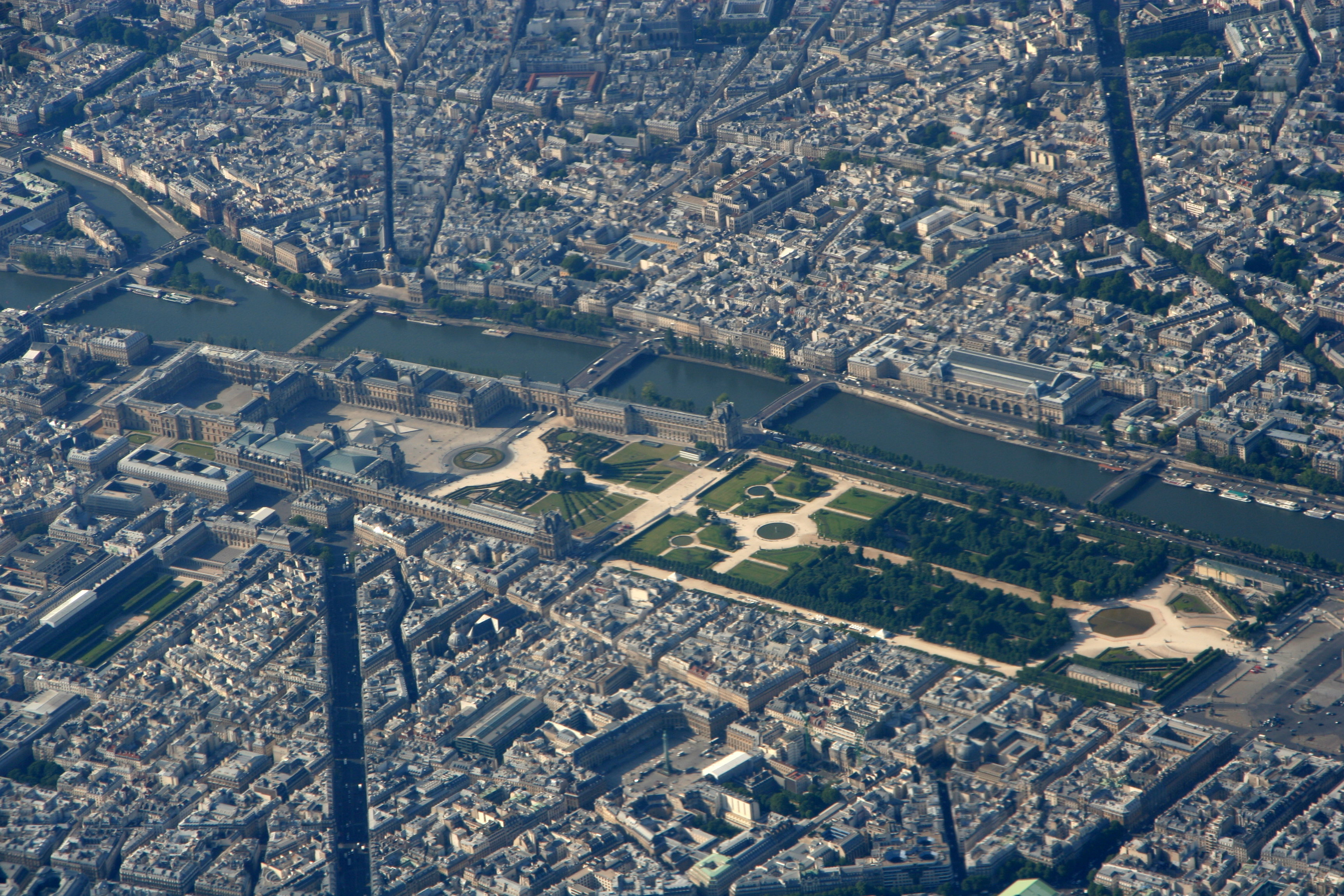
Vista geral do Palácio do Louvre, da Grande Galeria e dos Jardins das Tulherias.

O Palácio do Louvre (em francês:  Palais du Louvre) é um antigo palácio real da França, localizado em Paris, na margem direita do rio Sena. Fica entre os Jardins das Tulherias e a Igreja de São Germano de Auxerre. A suas origens remontam há quase um milénio atrás, sendo a sua história indissociável da de Paris. A sua estrutura tem evoluído por etapas desde o século XVI. 
O Louvre, cujo nome derivou da palavra latina Lupara, do termo lupus, lobo, ou da palavra franca leovar ou leower, que significa lugar fortificado de acordo com o historiador francês Henri Sauval (1623-1676), foi a sede do poder na França até ao reinado de Luís XIV. Na época, este mudou-se para o Palácio de Versalhes, em 1682, levando a encenação governamental consigo. O Louvre permaneceu como a sede formal do governo até ao final do Antigo Regime.
O Palácio do Louvre acolhe, actualmente, o Museu do Louvre, um dos mais ricos e famosos museus de arte do mundo.

## Origem do nome
A primeira fortaleza do Louvre, durante o reinado de Filipe II, foi construída num local chamado de Lupara, cuja etimologia é desconhecida. No entanto, uma hipótese amplamente admitida aproxima-a do termo latino lupus, o que deixa supor que o dito lugar seria habitado por lobos.
Uma outra hipótese faz remontar a origem do nome de Louvre ao francês arcaico lauer ou lower que significava "torre de guarda".
É, no entanto, do saxão (e não do francês antigo) - consequência direta da ocupação dos "Francos sálios" (ou sicambros: Meroveu, Quilderico I, Clóvis, etc.), cuja língua era germânica e não latina - que Henri Sauval (historiador francês 1623-1676) deduz a origem da palavra "Louvre". Nesta língua, que já forneceu a etimologia de numerosos nomes de lugares da região de Parisis (Stains derivado de Stein; Château du Mail de Mâhl, nome que significa "assembleia" na língua franca; Ermenonville de Ermenoldi Villa), a palavra "leovar, lovar, lover, leower ou lower" significa castelo ou campo fortificado.
No século V, os povos anglo-saxões, com o acordo explícito do Império Romano, tomam posse do Norte da Europa Ocidental. Constituem-se, então, em comunidades encarregadas pelo Império de defendê-lo na eventualidade de um ataque exterior. Foi, de resto, em 463 que Quilderico e Egídio afastaram os Visigodos em Orleães. 
Posteriormente a integração ganhou raízes, processo que foi acelerado pela inegável decadência do Império. É então que os novos sicambrianos descem com Meroveu até às planícies do Parisis; os Francos confraternizando com os da sua nação que já ali se encontravam. Constituíam, nesta época, um grupo suficientemente poderoso para se estender até à Lutécia. Se não chegam a tomar conta do lugar, erguem, ao menos, os seus próprios muros, o sólido estabelecimento do qual falamos: um "lower", um campo fortificado. Este "lower" já devia existir na margem direita do Sena nos tempos de Meroveu e deve ter representado uma ameaça constante durante os dez anos de cerco que a capital conheceu nos tempos da Santa Genoveva.
A Lutécia, armada e defendida, foi o primeiro obstáculo sério que Clóvis encontrou, pois a cidade representava para ele a chave do resto do território. O cerco, por falta de meios para um ataque de grande envergadura, acabou por não ser mais que um bloqueio, o qual teve fim com a conversão de Clovis ao Cristianismo.
Pode supor-se a importância que teria para os Merovíngios um tal campo fortificado. Este célebre "lower" permitia-lhes, mesmo deixando lá apenas algumas tropas, ter a cidade em respeito, cortar-lhes os alimentos e servir de ponto de apoio se estes tentassem de um ataque sério. 
Houve, na sequência desta ocupação persistente, duas cidades face a face: a cidade galo-romana de um lado e a instalação franca, continuamente reforçada, do outro.
Por conseguinte, foi muito provavelmente a partir deste nome de campo fortificado que os francos, de "leowar" ou "lower" (a sua forma anglo-saxónica) fizeram evoluir para "Luver", "Luvre" e por fim "Louvre", o nome actual que já se encontrava numa carta de 1198. A amálgama foi feita em seguida pela semelhança com "louvre", palavra derivada do latim vulgar lupara, louve ou louverie. Efetivamente, a floresta estendia-se até aos arredores periféricos da actual capital e está comprovada a presença de canídeos às portas da cidade.
Em seguida, Clóvis e os seus sucessores não esqueceram que o seu domínio foi exercido, inicialmente, sobre a margem Norte do Sena. Enquanto negligenciavam o desenvolvimento de Paris da outra margem, que lhes resistiu por tanto tempo, criaram na margem direita uma cidade rival: uma nova Paris. Taranne, nas suas notas de tradução do poema de Abbon, faz a seguinte observação: Paris, cidade galo-romana, havia crescido consideravelmente a Sul; Paris, cidade franca, estendeu-se mais para Norte.
A cidade crescia a cada dia em direção ao Norte quando se encontrou sob a ameaça de uma outra conquista, da qual só lhe restaria ruínas e desolação. Os Normandos, que podiam subir o Sena sem obstáculos, fizeram de Paris, pelo menos durante cinquenta anos, o seu principal destino de conquista. Para dar um ponto de apoio aos seus ataques - e aproveitando que os parisienses ainda não tinham retomado para a defesa o lugar do qual já se haviam servido para atacá-los - foi no local do antigo campo forte de Clovis (e em volta de Saint-Germain-le-Rond, actual Igreja de Saint-Germain-l'Auxerrois de Paris), que os Normandos se estabeleceram. As suas muralhas constituíam um sólido abrigo. Tratava-se de uma verdadeira fortaleza defendida por largas paliçadas, uma muralha em pedra e largos fossos. A chegada do Imperador com um exército considerável não mudou nada, e isto mais por covardia que por imposição militar: em lugar de terminar com a invasão com um ataque decisivo, Carlos, o Gordo negociou com os Normandos. pagou-lhes um tributo desmedido em troca da sua partida! Um resgate, de qualquer forma. No entanto eles regressariam durante vinte anos, até que foi cedido a Rollon, o seu chefe, o território actualmente chamado de Normandia (911 - Tratado de Saint-Clair-sur-Epte). 

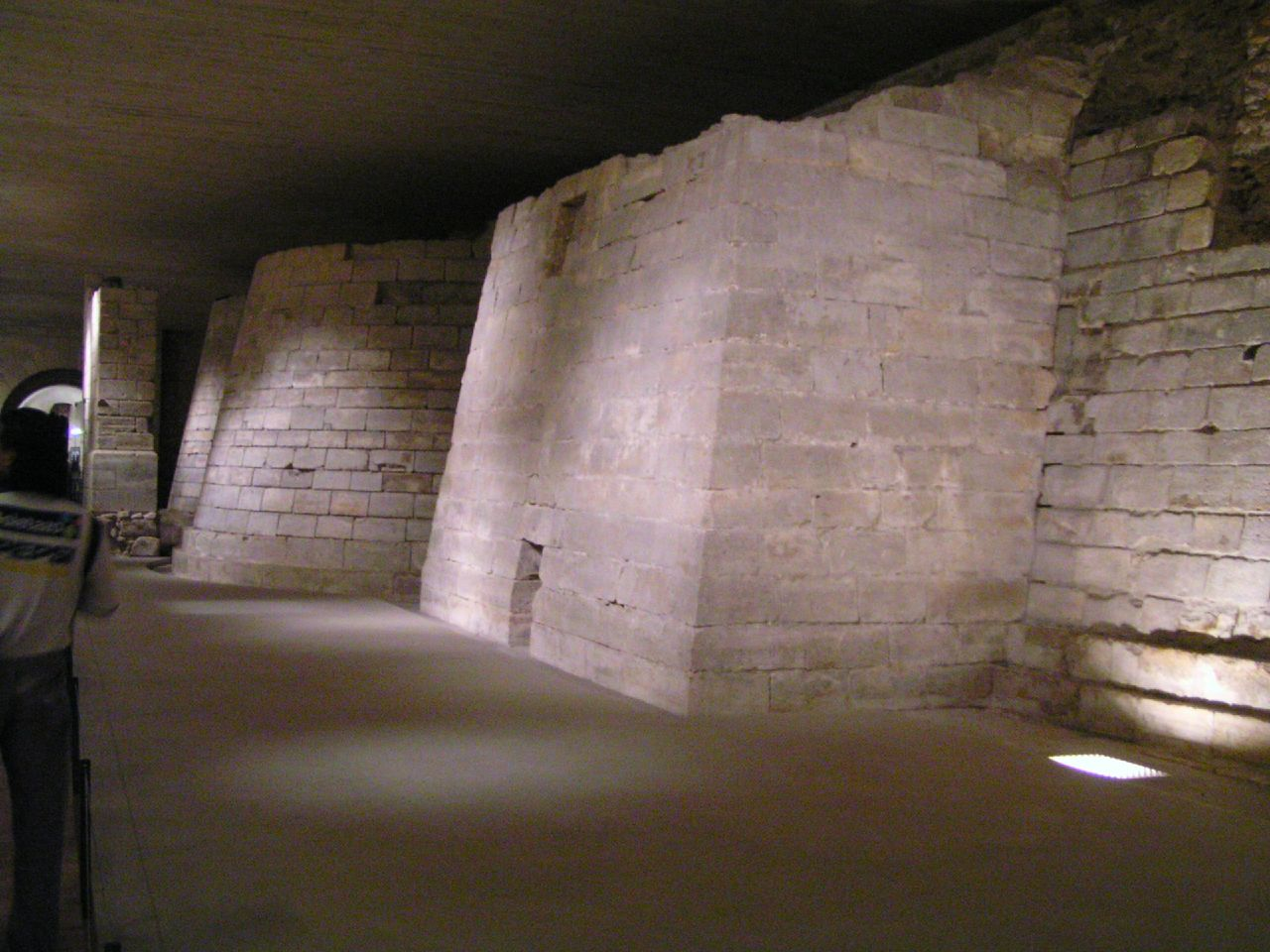
As fundações medievais ainda podem ser vistas no interior do museu.

Mais tarde, próximo do local onde Clovis havia acampado, encontrava-se um dos fornos mais conhecidos de Paris: "Furnus de Lovres", como é chamado no Livre Noir (Livro Negro), datado de 1203. Este localizava-se numa grande rua paralela ao Sena, a qual atravessava toda a cidade da margem direita, prolongando-se para Oeste através da cidade nova, onde tomava o nome de Rua Saint-Honoré.
Depois da passagem devastadora dos Normandos foi necessário reconstruir, tendo sido pela paróquia de Saint-Germain l'Auxerrois que essa reconstrução começou. Este edifício fica actualmente situado em frente da colunata do Louvre. Opõe-se simetricamente à actual prefeitura do primeiro arrondissement, com um campanário em estilo gótico flamejante ao centro; imagens, entre tantas outras, do "Pastiche" do século XIX.
O Rei Roberto reconstruiu esta basílica, cujas ruínas haviam sido muito mal reparadas. O quarteirão, do qual Saint-Germain era o centro, tinha-se tornado uma espécie de Paris nova unida aos flancos da antiga.
Foi com a sua partida para as cruzadas, em companhia de Ricardo, Coração de Leão, que Filipe II resolveu, em 1190, proteger a sua cidade de qualquer ataque exterior - e nomeadamente dos seus parentes e, no entanto, pretendentes ao trono de França: os Plantagenetas. O novo recinto, cuja construção durou quase vinte anos, passou a cercar a Paris antiga e moderna, prolongando-se até ao local onde Clovis e os Normandos já haviam possuído o seu feudo. A consonância da palavra permaneceu nas memórias e o lugar tornou-se no antigo "luver" ou "luvre" definido previamente. Foi portanto, muito naturalmente, que Filipe II decidiu edificar na orla desta muralha aquela que se tornaria na fortaleza de Paris por excelência e, mais tarde, num dos mais prestigiados palácios do mundo.

## O Louvre medieval

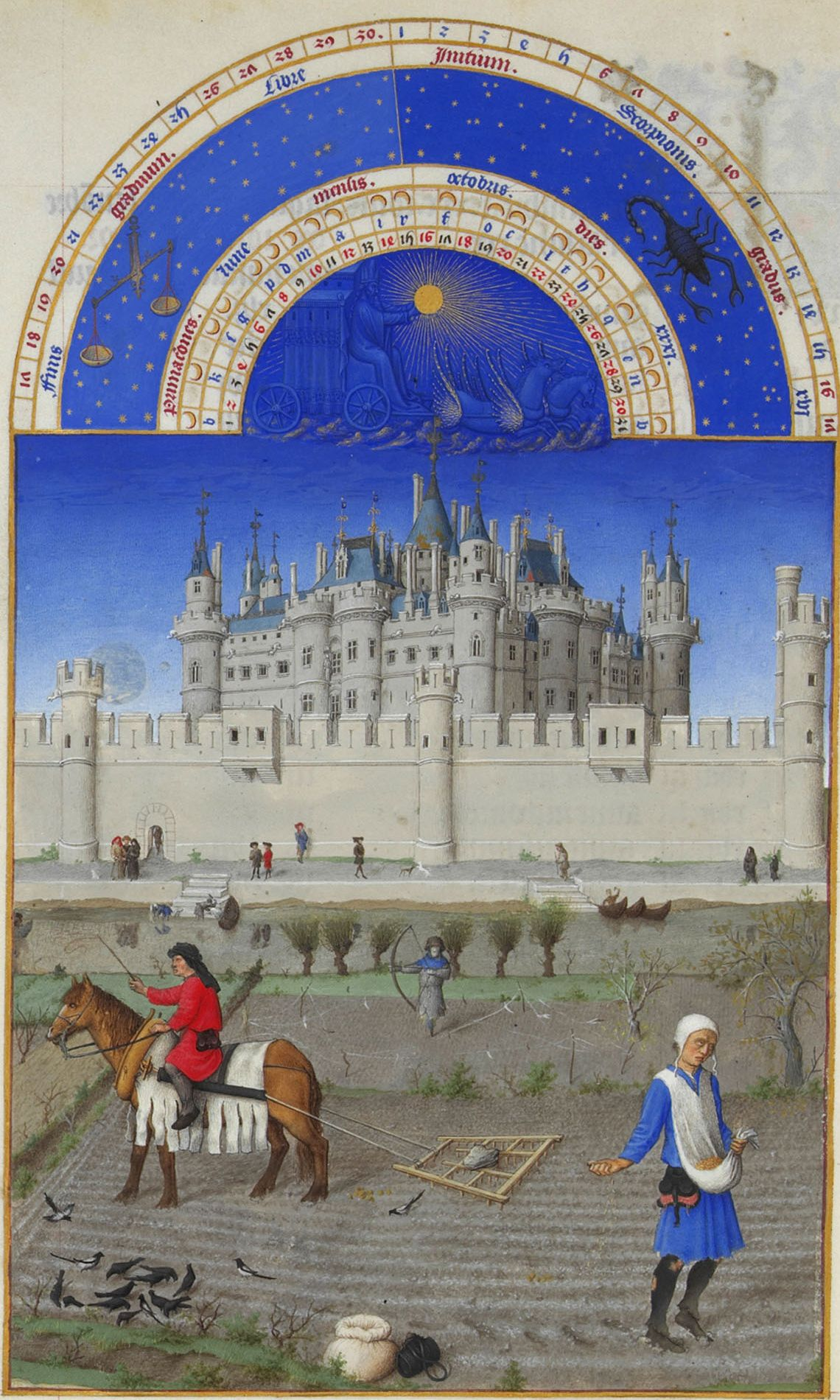
O Louvre no século XV representado numa miniatura de Les Très Riches Heures du duc de Berry.

Foi com o desejo de reforçar a defesa da cidade de Paris, em ordem a fazer dela o centro político e religioso do reino, que Filipe II fez construir uma grande cerca em volta da cidade. O Louvre é agora uma torre de menagem poderosamente fortificada, situada a Oeste da muralha. Contida num quadrilátero reforçado com dez torres de defesa, a torre de menagem, com 31 metros de altura por 19 de largura, tinha uma vocação estritamente defensiva.
Durante o reinado de Filipe III, o castelo conheceu uma importante ampliação; foram construídas novas salas sem um real fim defensivo, como a Sala São Luís (1230-1240). Este monarca transferiu, igualmente, o tesouro Real, dando um novo carácter à fortaleza.
Contudo, seria apenas no reinado de Carlos V que o palácio se tornaria definitivamente residência Real. Depois de ter reprimido a revolta do preboste dos mercadores, Étienne Marcel, o monarca terminou uma nova muralha para proteger a cidade, a qual já se encontrava consideravelmente desenvolvida extra-muros. O Louvre, anteriormente situado fora das muralhas de Filipe II, fica incluído neste novo sistema defensivo. O palácio toma agora uma dupla função: além do seu papel protetor, torna-se numa das residências do Rei, juntamente com o Castelo de Vincennes entre outras. 
Arquitetonicamente, aparecem novidades, nomeadamente uma grande escadaria helicoidal inserida na parede da torre de menagem, chamada de la grande vis (o grande parafuso), a qual foi decorada com esfinges da Família Real. O Louvre abre-se, assim, sobre a cidade que se torna nesta época um importante centro de luxo. Carlos V, grande amante das artes, transferiu uma parte da sua biblioteca para a torre da Livraria. De acordo com um inventário de 1373, esta compreende mais de 12.000 manuscritos e divide-se em três salas: uma consagrada aos tratados governamentais, outra aos romances e a última aos livros religiosos. Uma outra parte da biblioteca de Carlos V encontrava-se no Château de Vincennes.
O palácio tem igualmente um importante capital enquanto símbolo da autoridade Real. Até à Revolução, todos os feudos que dependiam directamente do Rei dizia-se ser da competência da grosse tour du Louvre (grande torre do Louvre), mesmo depois da destruição desta! O Louvre é, por conseguinte, a sede da autoridade feudal do Rei, enquanto que o anterior palácio Real da Cidade, ao tornar-se palácio da Justiça, é a sede da vertente soberana da sua autoridade através da sua função mais eminente, a Justiça.

## O Louvre no Renascimento
No seu regresso do cativeiro em Espanha, Francisco I ordenou aos magistrados municipais que restaurassem o palácio de Carlos V, arruinado durante a Guerra dos Cem Anos. Esta ordem, que se inscreve numa forte vontade do Rei em fortalecer o poder, só será seguida de actos concretos muito tempo depois. Francisco I, que procurou, em primeiro lugar, residências de recreio ao longo do Loire, reaproximou-se progressivamente da capital, fazendo erguer o Castelo de Madrid e o Palácio de Fontainebleau. A renovação do Louvre foi um novo passo dado em direcção a Paris. 

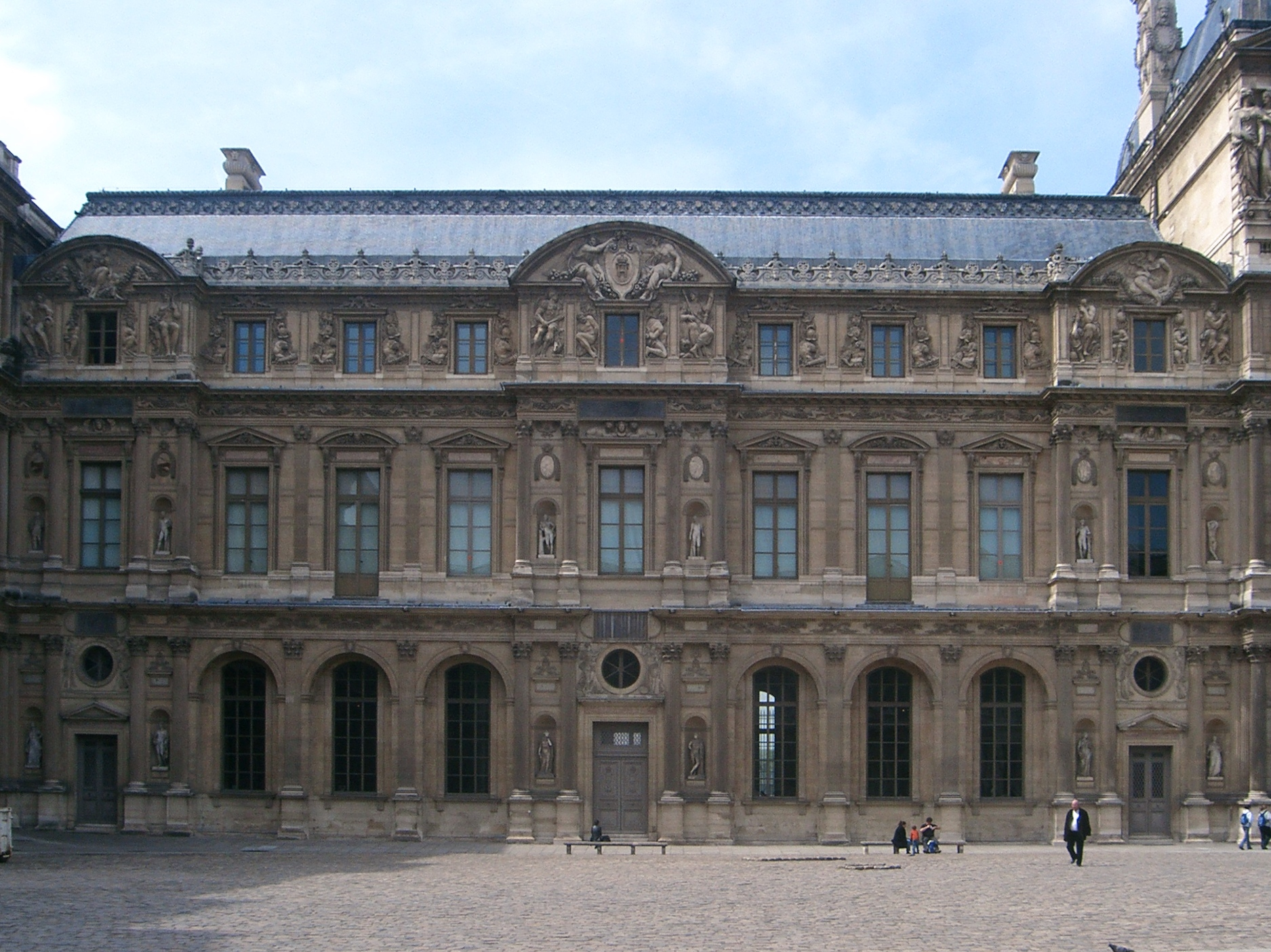
Ala Oeste do pátio do Louvre construída por Lescot.

As obras foram iniciadas pelos arranjos das abordagens do Louvre em ligação com a pont au Change, a fim de abrir a capital em direcção a Oeste. Em 1528, teve lugar a destruição da torre de menagem central, o que fez entrar o velho castelo medieval na Renascimento. No entanto, as obras de renovação das alas durariam bastante tempo. Em 1539, por ocasião da passagem de Carlos V por Paris, este não pôde ficar alojado no Louvre, o que deu a Francisco I mais motivação para construir realmente um palácio moderno.
Foi em 1546 que o projeto do arquiteto Pierre Lescot, menos ambicioso mas mais concreto que os outros apresentados, foi adotado. O plano consistia num pátio quadrangular (o atual pátio quadrado), a ala principal separada por uma escadaria monumental ao centro, e as duas alas laterais comportando apenas um andar. A morte de Francisco I interrompeu, contudo, o projeto.
O advento de Henrique II viu o plano mudar um pouco: Pierre Lescot foi mantido à cabeça dos trabalhos, mas a escadaria (atual Escadaria Henrique II) foi afastada para Norte, permitindo a concepção de uma grande sala no rés-do-chão com capacidade para acolher os faustos da Corte (Sala das Cariátides). À morte do Rei, em 1559, o quarteirão em volta do Louvre adensou-se consideravelmente, mas o palácio ainda permanecia muito medieval, possuindo apenas uma ala em estilo da Renascimento.
Catarina de Médici retomou em seguida a restauração do palácio, permitindo a criação de importantes jardins e do Palácio das Tulherias. Este último palácio foi iniciado em 1564, fora do recinto de Carlos V, cerca de um ano depois do resgate do terreno às fábricas de telhas que o ocupavam, daí o seu nome. O arquitecto, Philibert de l'Orme, começou o projeto, sendo substituído após a sua morte, em 1570, por Jean Bullant, igualmente conceptor do Castelo d'Écouen. Este criou um grande pavilhão de ângulo (o actual Pavilhão de Flora) e a pequena galeria.
Durante as Guerras de Religião da França, o palácio serviu de local de residência à Família Real quando esta se deslocava a Paris, nomeadamente aquando do casamento de Margarida de Valois (1553-1615), o qual decorreu sobre o Massacre da noite de São Bartolomeu. A partir do reinado de Henrique III, o Palácio do Louvre tornou-se a residência principal do Rei da França, assim permanecendo até ao final do reinado de Luís XIII.

## Henrique IV e o Louvre: o nascimento do Grande Propósito
Chegado à cabeça de um país arruinado, Henrique IV, com a ajuda do seu ministro Sully, tomou medidas imediatas para apaziguar o conflito religioso que ensanguentava a França. Retomando em mãos os assuntos políticos, o novo soberano deu ao mesmo tempo um novo impulso ao estaleiro do Louvre, na sua vontade de relançar a economia através de grandes trabalhos de construção. Esta vontade de ampliar o Louvre, a qual tomou o nome de Grand Dessein (Grande Propósito), foi acompanhada de um saneamento do resto do quarteirão envolvente. 

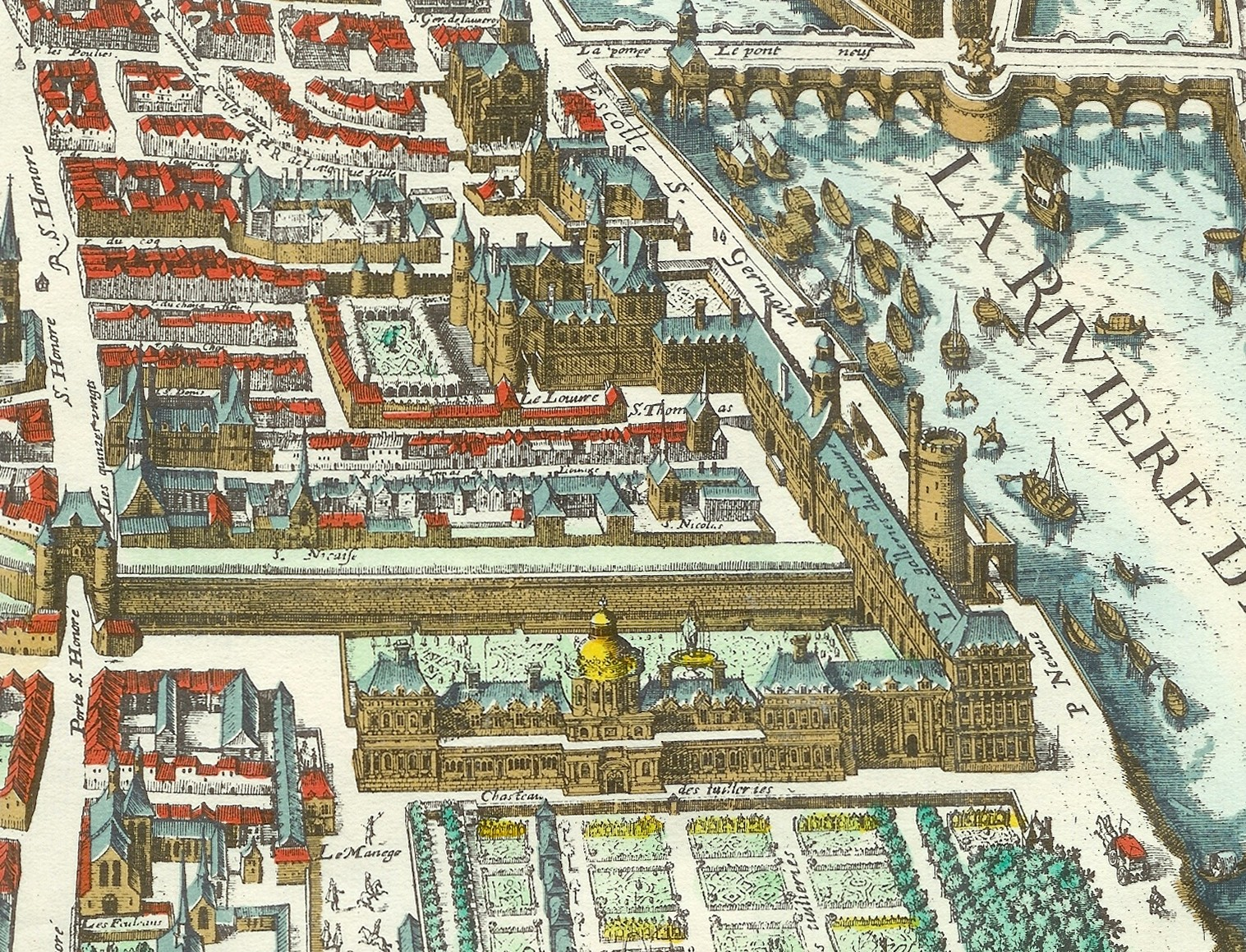
O Palácio do Louvre, o Palácio das Tulherias e a Grande Galeria, em 1615. Planta de Mérian.

O Grande Propósito perseguia vários objetivos: 
- suprimir os vestígios do Louvre medieval;
- construir um pátio quadrado com base na ala Lescot já edificada (com uma superfície quatro vezes maior em relação ao pátio medieval);
- reunir o Palácio do Louvre ao Palácio das Tulherias;
- expropriar os quarteirões entre o Louvre e as Tulherias.

Um gigantesco estaleiro foi então montado entre 1594 e 1610. Este último ano viu a conclusão da Grande galerie (Grande Galeria) ou Galerie du bord de l'eau (Galeria à beira da água), que realizou a junção entre o Louvre e as Tulherias. Com um comprimento de sessenta metros e uma largura de nove, este edifício eleva-se sobre dois níveis e foi obra de vários arquitetos, como por exemplo Jacques Androuet du Cerceau. Embora o grosso da obra estivesse terminado em 1600, ainda faltavam realizar muitas das obras de decoração, a qual se conjugou em volta das efígies dos Reis de França, desde Faramundo até Henrique IV, segundo um programa de Antoine de Laval. No rés-do-chão abriam-se lojas ao Norte, enquanto que os alojamentos se situavam no entre-solo, uma passagem para o primeiro andar. Foi igualmente durante o reinado de Henrique IV que a pequena galeria foi terminada. No entanto, a morte deste monarca veio retardar os trabalhos, enquanto que o quarteirão se tornava cada vez mais denso. O Louvre medieval permanecia no lugar.

## O reinado de Luís XIII (1610-1643)
A ausência de trabalhos durante a regência de Maria de Médici permitiu a instalação no quarteirão de hotéis(no sentido de residências apalaçadas) particulares dos grandes do reino, alinhados sobre ruas estruturadas, compreendendo cada um uma entrada a partir da rua e um jardim. De igual forma, quando Luís XIII retomou a ideia do grande propósito, esta parecia difícil de prosseguir, exactamente como a ideia de Henrique IV.
É então que o arquitecto Jacques Lemercier se vê encarregado da modernização do velho Louvre. Este começou por fazer prosseguir o pátio quadrado, respeitando ao mesmo tempo o estilo inicial de Lescot e dando um papel importante aos pavilhões. Reproduziu a Norte a ala Lescot para manter uma simetria harmoniosa. Os escultores Jacques Sarazin, Gilles Guérin e Philippe de Brister executaram a decoração dos novos corpos do edifício. Quanto à decoração da galeria à beira da água, foi chamado Poussin para executá-la segundo um programa bastante tradicional imaginado por Lemercier, em redor das cidades de França. No entanto, o pintor regressou a Roma em 1642, um ano depois de ter iniciado o seu trabalho, o qual deixou largamente incompleto. Luís XIII faleceu um ano mais tarde sem que qualquer nova decisão tenha sido tomada.

## O Louvre sob Luís XIV
Com Ana de Áustria (1601-1666) e Mazarin, chegaram numerosos artistas de Itália, dando à capital francesa um novo estilo de influência italiana. Dois novos arquitectos começam a emergir; Louis Le Vau e Guérin, mas nenhuma grande construção foi empreendida no Palácio do Louvre. É necessário, simplesmente, assinalar a instalação dos aposentos de Verão de Ana de Áustria no rés-do-chão da pequena galeria, os quais foram redecorados entre 1655 e 1658.
Foi necessário esperar pela ordem Real de 31 de Outubro de 1660 para que, uma vez mais, o grande propósito fosse retomado, desta vez tendo como arquitecto principal Louis Le Vau. Além do projecto interior para o pátio quadrado foi ainda prevista uma extensão em direção ao Sul (ponte e colégio das quatro nações), o que veio dar uma nova dimensão política ao assunto, uma vez que o colégio das quatro nações servia ao recrutamento da administração Real. No entanto, entre 1660 e 1664, somente o início da ponte da paz foi realmente realizada. 

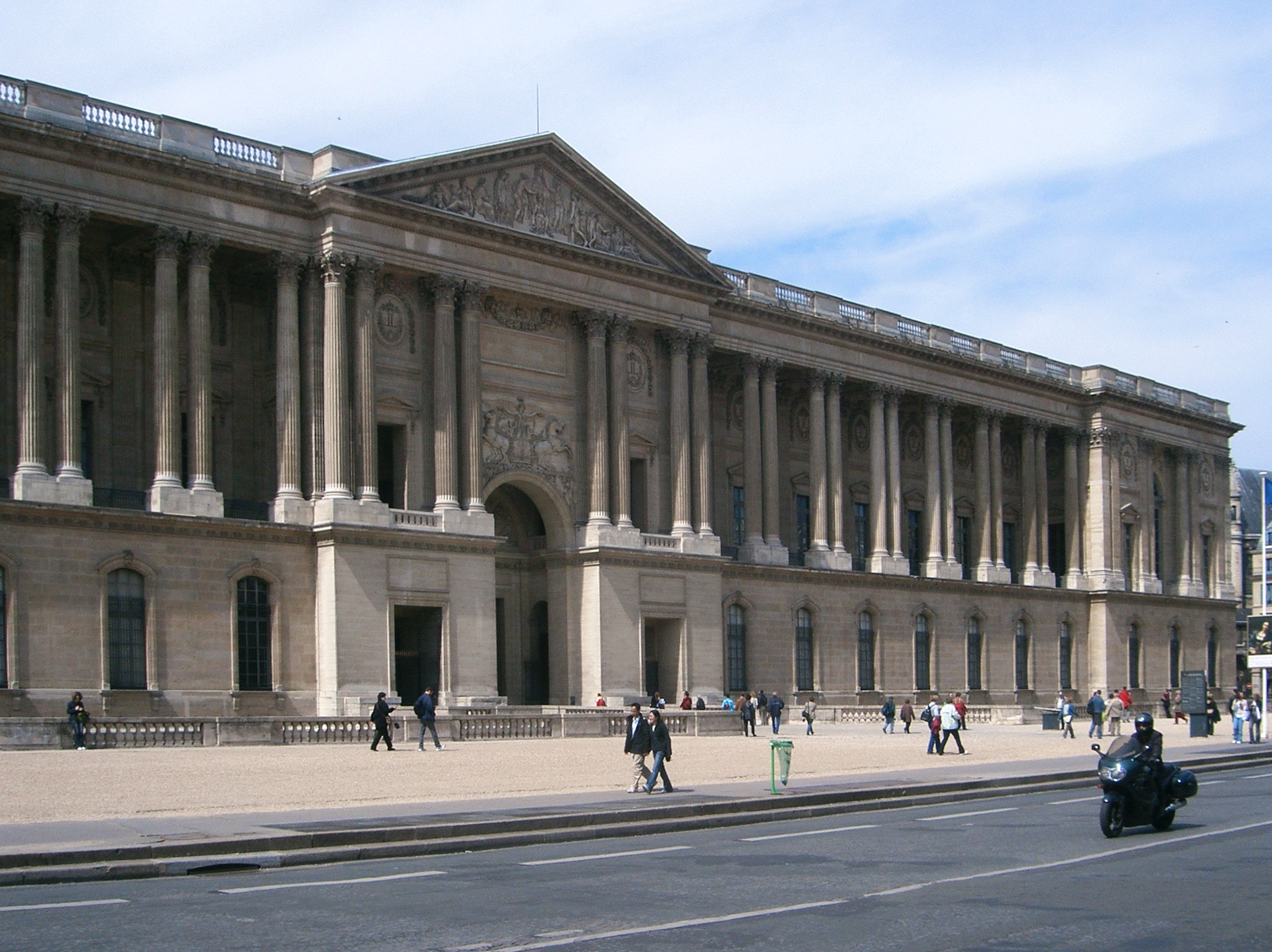
Colonata do Louvre

Em 1664, Colbert toma em mãos a superintendência das construções do Rei: o Louvre e as artes devem doravante desempenhar um papel determinante na tentativa de instituir um governo centralizado em volta da pessoa do Rei. O projeto de Le Vau foi parado e, a partir de 1664, este deve incluir o prolongamento das Tulherias, enquanto André Le Nôtre concebia jardins à francesa. Colbert procurou, igualmente, dar um acesso ao palácio que confirmasse a importância do projeto urbano, com uma grande entrada a Leste, a partir da praça Real. Foram propostos vários projectos de arquitectos franceses e italianos, dos quais três pelo próprio Bernini, vindo expressamente de Itália. Este viria a colocar a primeira pedra em 1665, mas foi-se rapidamente, vitimado por cabalas. Colbert escreveria a respeito dos seus projetos: (...)M. o cavalheiro Bernini bem pensou apenas na fachada deste magnífico palácio (sub-entendido que de forma alguma na sua funcionalidade), a qual é seguramente soberba e magnífica, à excepção do oval que se eleva em coroa (...). Um novo projeto, monumental e totalmente clássico, foi proposto por um pequeno conselho composto por Le Vau, Charles Le Brun e Claude Perrault, e logo iniciado. No entanto, a troca do Louvre pelo Palácio de Versalhes, em 1678, deixa-la-ia inacabada.
A realização da colunata não foi, contudo, a única modificação a ter lugar no Louvre durante o reinado pessoal de Luís XIV. O incêndio da pequena galeria, em 1661, induziu á sua reconstrução por Le Vau (final de 1664), seguida da sua duplicação em altura (Galeria de Apolo, iniciadora do classicismo francês) em 1665. O pátio quadrado foi renovado, da mesma forma que o das Tulherias, o qual sofreu uma alteração entre 1664 e 1668.

## O Louvre de Luís XIV à Revolução
Substituído por Luís XIV em benefício do Château de Versailles, o Louvre foi rapidamente abandonado, sendo ocupado somente de forma ocasional aquando de visitas Reais ou de conselhos. O Grande Propósito e os trabalhos de Colbert foram abandonados, enquanto o pátio quadrado permanecia inacabado, a colonata ficava desprovida de telhado e um denso quarteirão se instalava entre o Louvre e o Palácio das Tulherias. A aristocracia deixava o lugar enquanto uma nova população, mais pobre, se instalava. 
A partir de 1692, o Louvre foi investido por academias: a de pintura e escultura instalou-se nesse ano no grande salão e nas salas vizinhas, enquanto que a de arquitectura, nesse mesmo ano, invadia os aposentos da Rainha. O ano de 1697 marcou a chegada da academia de política, a qual estendeu os seus mapas em relevo na grande galeria, e em 1699 foi a vez da academia de ciências. A tipografia Real instalou-se igualmente no palácio. 
Para além das academias, o Louvre servia de alojamento de artistas que aí permaneciam em total liberdade e se decretavam de direitos, o que conduzia á degradação progressiva das salas. O Louvre deteriorou-se, então, pouco a pouco, provocando reacções por parte dos pensadores contemporâneos. A mais célebre foi, sem dúvida, a de Voltaire, através da sua famosa quadra: 

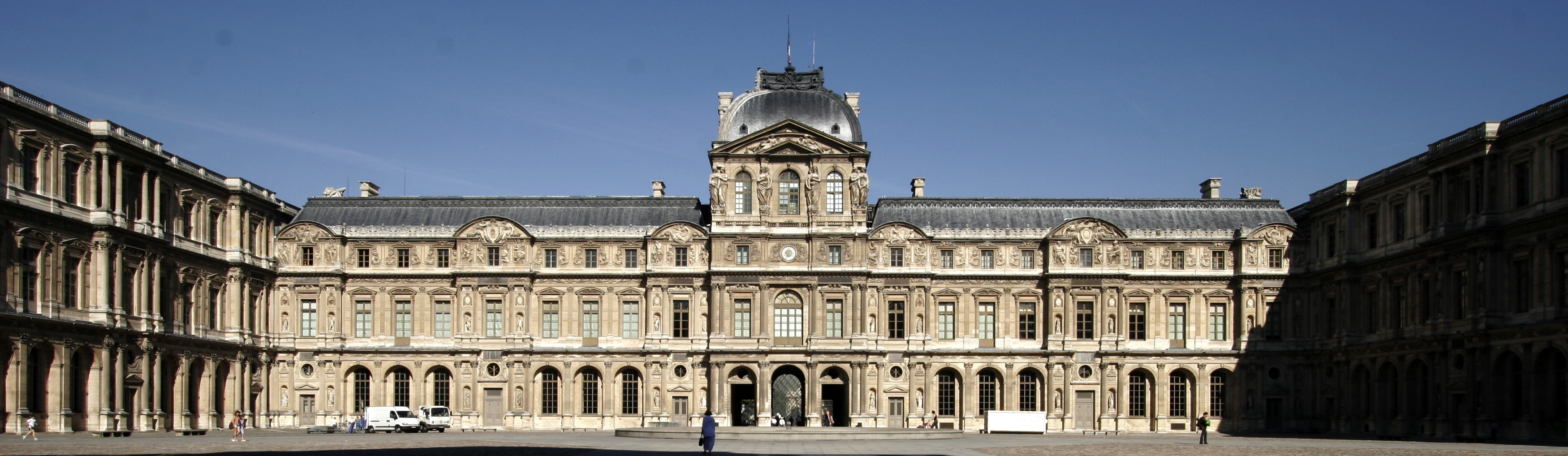
Ala Oeste do pátio quadrado: a ala Lescot foi reforçada pelo Pavilhão do Relógio e por uma ala que o imita.

Louvre, palácio pomposo do qual a França se honra,
És digno de Luís, teu mestre e teu apoio
Sai do estado vergonhoso onde o universo te detesta
E em todas as tuas fendas mostra-te: como ele
No entanto, outros intelectuais não hesitaram em publicar panfletos pondo em causa o estado do palácio e, transversalmente, a política de Luís XV em termos de construção. Assim, em 1752, Lafont de Saint-Yenne publicou uma pequena obra intitulada L'ombre du grand Colbert, dialogue entre le Louvre et Paris ( a sombra do grande Colbert, diálogo entre o Louvre e Paris), a qual faria grande barulho. 
Não devemos, no entanto, acreditar que o superintendente das construções do Rei, o Marquês de Marigny, irmão da Madame de Pompadour, permanecia inativo. Apesar de contar com um dos orçamentos mais limitados, fez terminar o pátio quadrado, por Jacques-Germain Soufflot e Gabriel, embora já não tenha posto em questão o Grande Propósito. 
Em 1779, com a tomada de posse do superintendente D'Angivillers, o Louvre recupera uma certa fortuna. A ideia de constituir um museu a partir das coleções reais, já avançada por Marigny, foi retomada pelo novo superintendente, o qual quis proceder a ordenamentos apropriados no interior do palácio. Pôs-se então o problema da Grande Galeria, a propósito da qual foi encomendada uma reflexão a Soufflot, a qual conduziu a várias ideias: 
- a supressão da decoração inacabada de Poussin;
- a construção de uma abóbada em tijolo para melhorar a proteção contra os incêndios;
- o reforço dos pavimentos;
- a melhoria da iluminação pelo cruzamento de janelas e óculos a nascente das abóbadas.

Estas não tiveram, contudo, tempo para serem postas em prática.

## O Louvre sob a Revolução: nascimento do museu

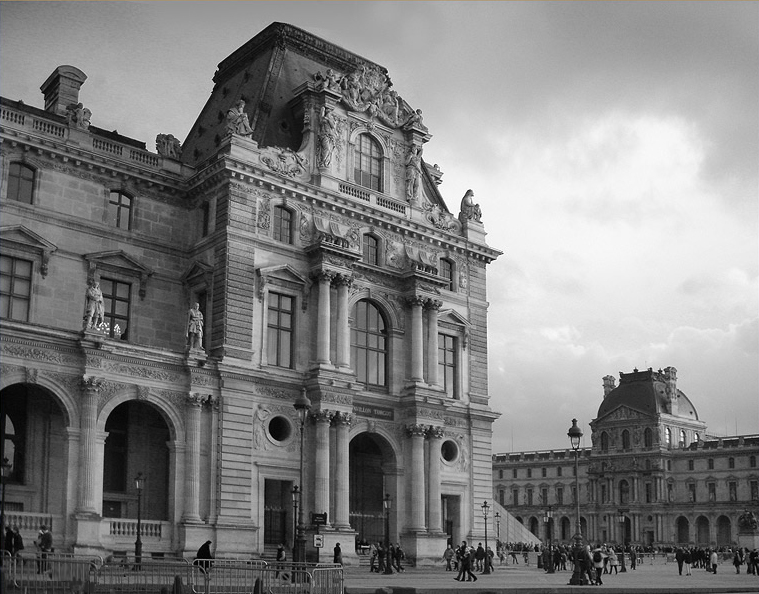
Pavilhão Turgot

O Louvre havia perdido pouco a pouco a sua dimensão simbólica. Foi por isso poupado pelo ódio das multidões revolucionárias. Se por um lado já não pertencia ao funcionamento do rito monárquico, por outro ainda não pertencia ao povo. Isso viria a acontecer por intermédio do museu em que se tornaria.
Em 1789, D'Angivillers emitiu um projeto de museu situado no Louvre. Forçado à demissão, confiou-o aos estados gerais, que, no dia 21 de Junho, adotaram a ideia, tanto mais que as coleções nacionais foram enriquecidas bruscamente graças à confiscação dos bens do clero (2 de Novembro de 1789) e dos exilados (8 de Agosto de 1792), e à supressão das academias (8 de Agosto de 1792). A partir de 1790, a Assembleia Nacional (Assembleia Constituinte de 1789) tomou, realmente, consciência da necessidade de conservar as obras e de parar com as destruições maciças, criando, assim, no dia 1 de Dezembro de 1790, uma comissão encarregada de inventariar os monumentos e as obras de arte nacionalizadas.
São reunidos depósitos em antigos conventos, agrupando estátuas de bronze para fundição e outras peças para venda. No dia 6 de Junho de 1791, Alexandre Lenoir, um pintor, foi nomeado diretor dos Petits-Augustins. Viria a ser uma das personagens que contribuiria para a noção de patrimônio. 
Em 1794, o Abade Grégoire publicou uma memória sobre o vandalismo, condenando as destruições e encorajando a instauração de uma "memória colectiva". Outros grupos de pressão, instigados por artistas, reúnem-se, pressionando as instâncias dirigentes na decisão de criar um museu. Mas qual? E onde?

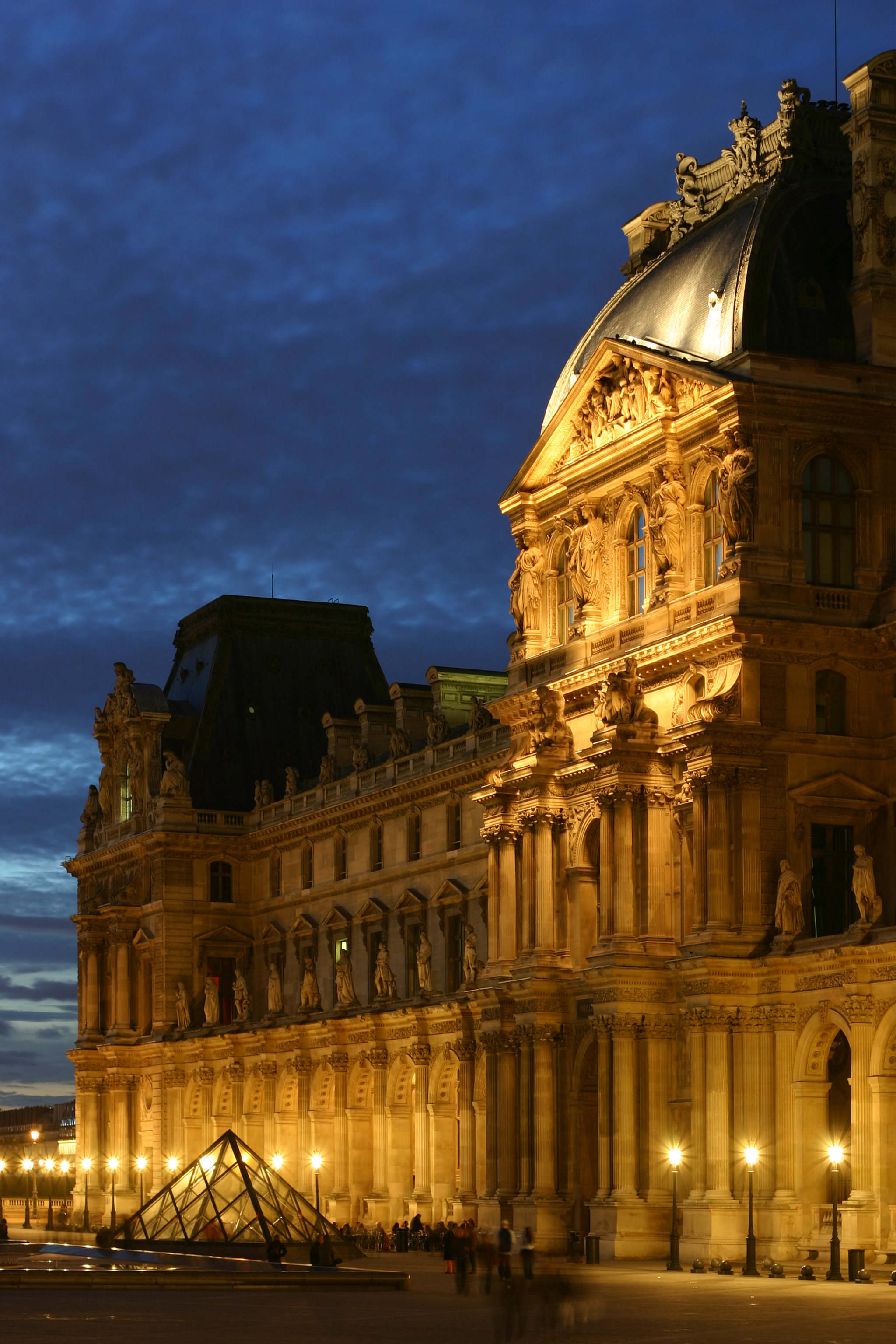
A Ala Richelieu à noite.

As respostas haviam sido dadas ao longo dos últimos anos: assim, tinham sido publicadas, com alguns meses de intervalo, as Considerações sobre a arte do desenho (26 de Janeiro de 1791) e as Segundas considerações sobra a arte do desenho (18 de Maio de 1791). O seu autor, Quatremère de Quincy, pedia o reagrupamento de antiguidades, a possibilidade de todos acederem às obras (enquanto que o pintor Jacques-Louis David militava por um lugar reservado aos artistas), preconizava a utilização do Louvre como localização e desenvolvia uma visão enciclopédica da arte, herdada do século XVIII. Estas obras levaram a Assembleia Constituinte a votar a instalação de um museu no Palácio do Louvre, na linha do projecto proposto dois anos antes por D'Angivillers, a 26 de Maio de 1791. No dia 19 de Setembro de 1792, um decreto oficial colocava as colecções nacionais sob a protecção do Louvre, e no dia 1 de Outubro desse mesmo ano, uma "comissão do museu", reunindo seis personalidades, era instaurada.
A concepção revolucionária de museu compreendia uma visão pedagógica e a ideia de um lugar aberto a todos, mas a comissão devia concretizar esses ideais respeitando ao mesmo tempo os artistas, como o influente David que insistia num acesso reservado às coleções, a fim de poder estudá-las com lazer. Novas personagens, como o marchand Jean-Baptiste Pierre Lebrun, entraram na reflexão. Assim, nas suas reflexões sobre o museu nacional, este reclamava um especialista em História da Arte à cabeça do museu, e pedia uma classificação por escola, iniciando uma das mais importantes reflexões sobre a profissionalização do museu. depois de uma primeira abertura, por algumas semanas, no dia 19 de Novembro de 1793, numerosas críticas voltaram-se contra os responsáveis pelo museu, julgados como incapazes. Havia sido redigido um catálogo: Objetos contidos nas galerias do museu francês.
A reabertura teve lugar em Fevereiro de 1794, enquanto um afluxo de obras provenientes das apreensões revolucionárias cobria o museu. Um conservatório, dirigido por Jacques-Louis David, foi erigido, tendo por missão a proteção, seleção, exposição, redação de um catálogo racionalizado e a marcação das obras de arte. No entanto, David foi envolvido na queda de Robespierre e o conservatório teve que prosseguir com cinco membros.
O trabalho do conservatório não parou de ser criticado, nomeadamente por Lebrun, o qual iniciou um protótipo do trabalho museográfico, preconizando a divisão em nove secções, a necessidade de um catálogo mais científico e de trabalhos na grande galeria.
O Louvre, palácio de Reis, grande lugar do passado da França, tornou-se, por vontade da Revolução, numa lição aberta de civismo pela imagem, além de instigador de uma nova reflexão sobre as noções de História da Arte e de Museologia.

## A Terceira República e a destruição das Tulherias
Após os acontecimentos da Comuna de Paris (1871) que conduziram ao incêndio das Tulherias e da ala Norte do Louvre, o novo governo republicano encarregou Lefuel de reconstruir o Pavilhão de Marsan sob o modelo que este já havia realizado no Pavilhão de Flora, assim como uma parte da ala Rohan. Estes trabalhos desenvolveram-se entre 1874 e 1880, embora a falta de dinheiro tenha impedido Lefuel de construir o contraponto ao Pavilhão das Sessões, o qual devia acolher um teatro, bem como grandes balcões ao Norte, semelhantes aos já construídos a Sul. 

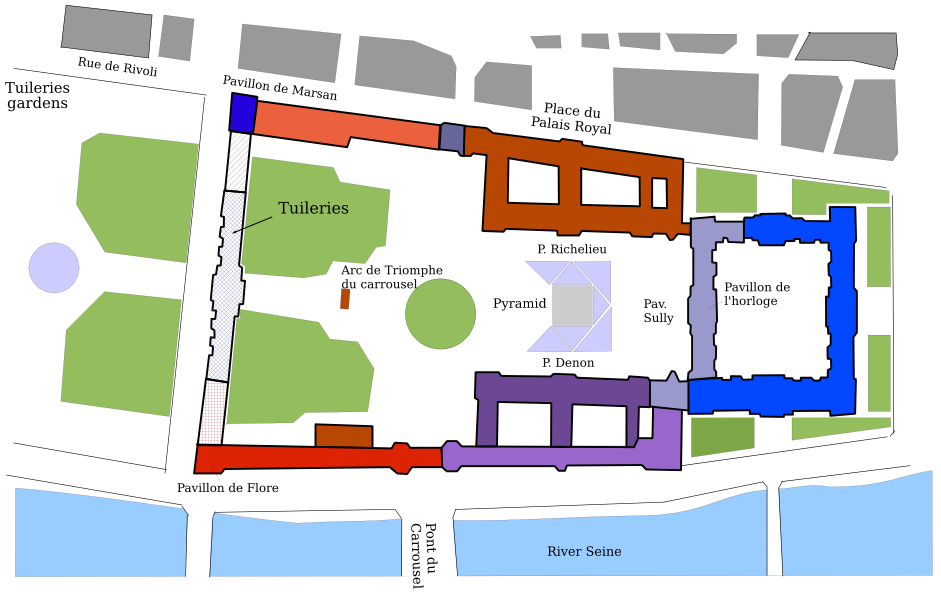
Mapa do Palácio do Louvre, com o local onde se erguiam as Tulherias assinalado à esquerda.

As Tulherias permaneceram em ruínas durante doze anos, mas a partir de 1874, à margem da reconstrução do Pavilhão de Marsan, já haviam sido arrasadas as duas alas laterais daquele palácio. A parte central entre o Pavilhão da Capela (antigo Pavilhão do Teatro) e o Pavilhão Bullant ainda permanecia. Apesar do excelente estado de conservação das ruínas, a Terceira República preferiu aniquilar este símbolo do poder de regimes anteriores, ocultando deliberadamente o papel primordial das Tulherias na história da Primeira República.
Na realidade, estava prevista a reconstrução de um edifício que recordaria as proporções do palácio desaparecido, com o intuito de aí instalar um museu de arte moderna. No entanto, a instabilidade política perdurou e adiou qualquer decisão. Com efeito, ao longo desses doze anos de indecisão, foram necessários três presidentes e dezassete primeiros-ministros para destruir a obra nacional.
Não é excessivo falar-se na destruição do Grande Propósito: destruíram a causa juntamente com o que lhe havia dado origem, o Palácio das Tulherias. 
Um "Comité Nacional para a Reconstrução das Tulherias" propõe, atualmente, a reconstrução das Tulherias de forma idêntica ao antigo palácio, a fim de restabelecer a harmonia do conjunto, considerando a vantagem que traria a ampliação do Museu do Louvre, o qual luta com falta de espaço.

## O Palácio do Louvre na atualidade
O Palácio do Louvre acolhe atualmente:
- o Museu do Louvre;
- a União Central das Artes Decorativas (UCAD) e as suas colecções (artes decorativas, moda e têxtil, publicidade), assim como a sua biblioteca e os ateliers du Carrousel;
- a Escola do Louvre (situada nas alas Rohan e Flora);
- o Centro de Pesquisa e Restauro dos Museus de França (C2RMF): laboratório do Carrousel e ateliers de Flora;
- as galerias comerciais do Carrousel do Louvre: 16.000 metros quadrados, mais de 50 lojas;
- os espaços de exposição Carrousel du Louvre, da Paris Expo: 7.100 metros quadrados, quatro salas destinadas a acolher manifestações de prestígio.